# Jiří Raška
Jiří Raška (Frenštát pod Radhoštěm, 4 febbraio 1941 – Nový Jičín, 20 gennaio 2012) è stato un saltatore con gli sci e allenatore di sci nordico cecoslovacco, dal 1993 ceco.
Durante la sua carriera agonistica gareggiò per la nazionale cecoslovacca.
Era nonno di Jan Mazoch, a sua volta saltatore con gli sci di alto livello

## Biografia

### Carriera sciistica
Debuttò al Torneo dei quattro trampolini il 28 dicembre 1962 nella tappa di Oberstdorf (16°) e nei primi anni non ottenne piazzamenti significativi. Nel 1966 partecipò ai Mondiali di Oslo, dove fu quarto sia dal trampolino normale sia dal trampolino lungo.
Nel 1968 vinse la sua prima gara al Torneo, la tappa di Bischofshofen, e chiuse al secondo posto in classifica. Partecipò ai X Giochi olimpici invernali di Grenoble 1968 vincendo l'oro dal trampolino normale e l'argento dal trampolino lungo.
Ai Mondiali di Vysoké Tatry del 1970 vinse l'argento sul trampolino lungo MS 1970 K120 e l'anno dopo si aggiudicò il Torneo dei quattro trampolini, pur senza conseguire nessuna vittoria di tappa. Nel 1972 vinse il bronzo alla prima edizione dei Mondiali di volo, disputata a Planica, e agli XI Giochi olimpici invernali di Sapporo 1972 fu quinto dal trampolino normale e decimo dal trampolino lungo.

### Carriera dal allenatore
Dopo il ritiro, nel 1974, divenne allenatore in Cecoslovacchia; negli anni novanta fu per un breve periodo capo-allenatore della nazionale ceca. Morì nel 2012 dopo lunga malattia.

## Palmarès

### Olimpiadi
- 2 medaglie, valide anche ai fini iridati:
  - 1 oro (trampolino normale a Grenoble 1968)
  - 1argento (trampolino lungo a Grenoble 1968)

### Mondiali
- 1 medaglia, oltre a quelle conquistate in sede olimpiaca e valide anche ai fini iridati:
  - 1 argento (trampolino lungo a Vysoké Tatry 1970)

### Mondiali di volo
- 1 medaglia
  - 1 bronzo (individuale a Planica 1972)

### Torneo dei quattro trampolini
- Vincitore del Torneo dei quattro trampolini nel 1971
- 12 podi di tappa:
  - 4 vittorie
  - 7 secondi posti
  - 1 terzo posto

#### Torneo dei quattro trampolini - vittorie di tappa
| Data            | Località               | Nazione        | Trampolino           |
| --------------- | ---------------------- | -------------- | -------------------- |
| 7 gennaio 1968  | Bischofshofen          | Austria        | Paul Ausserleitner   |
| 5 gennaio 1969  | Bischofshofen          | Austria        | Paul Ausserleitner   |
| 1º gennaio 1970 | Garmisch-Partenkirchen | Germania Ovest | Große Olympiaschanze |
| 6 gennaio 1970  | Bischofshofen          | Austria        | Paul Ausserleitner   |

## Riconoscimenti
Nel 2003 fu procalmato miglior atleta ceco del XX secolo negli sport invernali; a premiarlo fu il presidente della Repubblica Ceca.